# Europium
Europium är ett metalliskt grundämne som tillhör lantanoiderna och de sällsynta jordartsmetallerna. 
I ren form är europium en tungmetall med silveraktig färg och en hårdhet som liknar bly.
Europium förekommer i naturen tillsammans med samarium. Europium(III)oxid, Eu2O3, är blekt rosafärgad, och även europiumsalterna är rosafärgade. Många europiumföreningar uppvisar fluorescens.
Europium är ett sällsynt grundämne med begränsad användning. En av användningarna är i kärntekniska sammanhang, tack vare ämnets goda förmåga att absorbera neutroner. Andra tillämpningar bygger på europiums fluorescerande effekt.
Europium renframställdes i oxidform 1901 av den franske kemisten Eugène-Anatole Demarçay, som också namngav ämnet. Dess namn kommer från världsdelen Europa. 1890 hade Paul-Émile Lecoq de Boisbaudran upptäckt grundämnet, men framställde det aldrig i ren form.